# Capi di Stato del Reich
I capi di Stato del Deutsches Reich si sono succeduti dal 1871 al 1945. La lista include i capi di Stato avvicendatisi nel corso delle seguenti forme di stato:
- Impero tedesco (1871-1918);
- Repubblica di Weimar (1918-1933);
- Germania nazista (1933-1945).

## Impero tedesco (1871-1918)
Nel 1871 venne proclamata la nascita di un nuovo Reich tedesco, costituito come l'unione di tutte le corone tedesche, con l'esclusione dell'Austria, Lussemburgo e del Liechtenstein. La presidenza della confederazione era assegnata al re di Prussia, che vantava così il titolo di Imperatore tedesco.
- Kaiser dell'Impero tedesco.

| # | Immagine | Nome         | Casata       | Data di nascita | Inizio del regno | Fine del regno                | Data di morte  |
| - | -------- | ------------ | ------------ | --------------- | ---------------- | ----------------------------- | -------------- |
| 1 |          | Guglielmo I  | Hohenzollern | 22 marzo 1797   | 18 gennaio 1871  | 9 marzo 1888                  | 9 marzo 1888   |
| 2 |          | Federico III | Hohenzollern | 18 ottobre 1831 | 9 marzo 1888     | 15 giugno 1888                | 15 giugno 1888 |
| 3 |          | Guglielmo II | Hohenzollern | 27 gennaio 1859 | 15 giugno 1888   | 9 novembre 1918 (abdicazione) | 4 giugno 1941  |

## Repubblica di Weimar (1919-1933)
Nel 1919 la Germania diventa repubblica. I vari sovrani del Reich vengono detronizzati. Il capo di Stato è ora eletto e occupa l'ufficio di presidente.
Il periodo conosciuto come Repubblica di Weimar è caratterizzato da una forte instabilità politica, che porterà nel 1933 alla fine della democrazia in Germania.
- Reichspräsident della Repubblica di Weimar.

| # | Ritratto | Nome                            | Mandato          | Mandato          | Partito                               | Note                                                            |
| # | Ritratto | Nome                            | Inizio           | Fine             | Partito                               | Note                                                            |
| - | -------- | ------------------------------- | ---------------- | ---------------- | ------------------------------------- | --------------------------------------------------------------- |
| 1 |          | Friedrich Ebert (1871-1925)     | 11 febbraio 1919 | 28 febbraio 1925 | Partito Socialdemocratico di Germania | Morto in carica.                                                |
| – |          | Hans Luther (1879-1962)         | 28 febbraio 1925 | 12 maggio 1925   | Indipendente                          | Ad interim, in qualità di cancelliere del Reich.                |
| 2 |          | Paul von Hindenburg (1847-1934) | 12 maggio 1925   | 24 marzo 1933    | Indipendente                          | Inizio della dittatura nazista. Fine della Repubblica di Weimar |

## Germania nazista (1933-1945)
Nel 1933 Adolf Hitler viene nominato Cancelliere: inizia così la dittatura nazista, che avrà termine soltanto alla fine del secondo conflitto mondiale.
- Reichspräsident della Germania nazista:
  - Deutsches Reich tra il 1933 e il 1943;
  - Großdeutsches Reich dal 1943 al 1945.

| # | Ritratto | Nome                            | Mandato        | Mandato        | Partito      | Note                                                      |
| # | Ritratto | Nome                            | Inizio         | Fine           | Partito      | Note                                                      |
| - | -------- | ------------------------------- | -------------- | -------------- | ------------ | --------------------------------------------------------- |
| 1 |          | Paul von Hindenburg (1847-1934) | 24 marzo 1933  | 2 agosto 1934  | Indipendente | Due mandati, morto in carica.                             |
| 2 |          | Adolf Hitler (1889-1945)        | 2 agosto 1934  | 30 aprile 1945 | NSDAP        | Con la carica di Führer und Reichskanzler. Morto suicida. |
| 3 |          | Karl Dönitz (1891-1980)         | 30 aprile 1945 | 23 maggio 1945 | NSDAP        | Arrestato dagli Alleati.                                  |

## Germania divisa
Dal 1945 al 1949 la Germania fu divisa in quattro zone di occupazione, dopodiché vennero a formarsi due distinte repubbliche: la Germania Est e la Germania Ovest.